# Claudio Montepagani
Claudio Montepagani (Sarzana, 10 marzo 1946) è un ex calciatore italiano, di ruolo difensore.

## Carriera
Giocò in Serie A con il Foggia.